# Boston-Marathon 2019
Der Boston-Marathon 2019 war die 123. Durchführung der jährlich stattfindenden Laufveranstaltung in Boston, Vereinigte Staaten. Der Marathon fand am 15. April 2019 statt. Er war der fünfte Lauf der World Marathon Majors 2018/19 und hatte das Etikett Gold der IAAF Road Race Label Events 2019.
Bei den Männern gewann Lawrence Cherono in 2:07:57 h und bei den Frauen Worknesh Degefa in 2:23:31 h.

## Ergebnisse

### Männer
| Platz | Athlet                  | Land               | Zeit (h) |
| ----- | ----------------------- | ------------------ | -------- |
| 01    | Lawrence Cherono        | Kenia              | 2:07:57  |
| 02    | Lelisa Desisa           | Äthiopien          | 2:07:59  |
| 03    | Kenneth Kiprop Kipkemoi | Kenia              | 2:08:07  |
| 04    | Felix Kandie            | Kenia              | 2:08:54  |
| 05    | Geoffrey Kirui          | Kenia              | 2:08:55  |
| 06    | Philemon Rono           | Kenia              | 2:08:57  |
| 07    | Scott Fauble            | Vereinigte Staaten | 2:09:09  |
| 08    | Jared Ward              | Vereinigte Staaten | 2:09:25  |
| 09    | Festus Talam            | Kenia              | 2:09:25  |
| 10    | Benson Kipruto          | Kenia              | 2:09:53  |

### Frauen
| Platz | Athletin          | Land               | Zeit (h) |
| ----- | ----------------- | ------------------ | -------- |
| 01    | Worknesh Degefa   | Äthiopien          | 2:23:31  |
| 02    | Edna Kiplagat     | Kenia              | 2:24:13  |
| 03    | Jordan Hasay      | Vereinigte Staaten | 2:25:20  |
| 04    | Meskerem Assefa   | Äthiopien          | 2:25:40  |
| 05    | Desiree Linden    | Vereinigte Staaten | 2:27:00  |
| 06    | Caroline Rotich   | Kenia              | 2:28:27  |
| 07    | Mary Ngugi        | Kenia              | 2:28:33  |
| 08    | Biruktayit Eshetu | Äthiopien          | 2:29:10  |
| 09    | Lindsay Flanagan  | Vereinigte Staaten | 2:30:07  |
| 10    | Betsy Saina       | Kenia              | 2:30:32  |